# 유엔 인간 주거 계획

유엔 인간 주거 계획(United Nations Human Settlements Programme, UN-HABITAT)은 1978년에 설립되었던 유엔 기금이다. 본부는 케냐의 나이로비에 두고 있다.

## 개요
유엔 인간 주거 계획(UN Habitat)은 《제 1회 유엔 인간주거회의》(1976년, 밴쿠버)에서 인간 주거 선언을 통해 설립된 《인간주거위원회(Commission on Human Settlements)》와 그 사무국이다 "UN 인간거주 계획 센터 (United Nations Centre for Human Settlements : Habitat)"를 전신으로 한다. 약어인 해비타트(Habitat)는 라틴어로 "거주"를 의미한다.
《제 2회 유엔 인간주거회의》 (1996년 6월, 이스탄불)에서 인간 주거 환경을 개발의 주요 과제로 인식했다. "Habitat 의제 (세계 행동 계획)"가 채택되고 유엔 인간 거주 센터 개선이 제창되었다. 이에 따라 2000년, 《인간주거위원회》와 《유엔 인간주거 센터 유엔 기금》으로 《유엔 인간거주 계획》으로 개편되었다 (약어는 "Habitat"상태 또는 "유엔 Habitat") .

## 조직
본부는 케냐의 나이로비에 있다. 사무총장은 안나 카쥬무로 티바이쥬카. 의사 결정기구 관리 이사회에는 58개국의 이사국이 있다. 또한 후쿠오카시 아시아 태평양 지역 사무소 (1997년 설립), 리오데자네이로 라틴 아메리카 지역 사무소 (1996년 설립)가 있다.

## 같이 보기
- 도시화